# Compendio de cálculo por reintegración y comparación
El Compendio de cálculo por reintegración y comparación (del árabe: الكتاب المختصر في حساب الجبر والمقابلة, al-Kitāb al-mukhtaṣar fī ḥisāb al-ŷabr wa-l-muqābala) es un libro histórico de matemáticas escrito en árabe entre 813 y 833 d. C. por el matemático y astrónomo persa Al-Juarismi, perteneciente a la Casa de la sabiduría de Bagdad, capital del califato abasí en ese tiempo. 
En esta obra, Al-Juarismi expone los cimientos del álgebra, siendo el primero en estudiar sistemáticamente la resolución de ecuaciones de primer y segundo grado. La palabra álgebra se deriva de una de las operaciones básicas con ecuaciones (al-ğabr) descritas en este libro.

## Relevancia y análisis
Puesto que no se cita a ningún autor anterior, no es claro qué trabajos previos fueron usados por Al-Juarismi. Los historiadores de las matemáticas se pronuncian basados en el análisis textual del libro así como en el cuerpo de conocimientos general del mundo musulmán contemporáneo. Más certeras son las conexiones con la matemática india, dado que Al-Juarismi es autor de otro libro titulado Kitāb al-Jamʿ wa-l-tafrīq bi-ḥisāb al-Hind, literalmente: "El libro de adición y sustracción según el cálculo indio", en el que discute el sistema de numeración indo-arábigo.
El libro es un compendio y una extensión de las reglas conocidas de resolución de ecuaciones cuadráticas y otros problemas. Fue introducido en el Mundo Occidental gracias a la traducción al latín de Robert de Chester (a mediados del siglo XII) titulada Liber algebrae et almucabola, y dio origen, en distintos idiomas, a las palabras álgebra (derivado de al-jabr) y algoritmo (derivado de Al-Juarismi). 
El Compendio tuvo gran influencia durante muchos siglos. Esta influencia es debida esencialmente a la presentación y a la organización del libro, ya que en él se exponen de manera a la vez clara y precisa un conjunto de métodos de resolución de las ecuaciones de segundo grado.

Por primera vez, encontramos reunidos en una misma obra un conjunto de elementos (definiciones, operaciones, algoritmos, demostraciones) que estaban hasta entonces desperdigados y sin relación entre ellos, o bien no formulados explícitamente, e independientes de las cuestiones tratadas.

## Contenido
Siguiendo la tradición de la época, la Introducción comienza con alabanzas a Dios, al Profeta y al Califa Mamun. Enseguida, Al-Juarismi presenta el conjunto de la obra, indicando que le ha sido comandado por el Califa: se trata de un compendio o manual, destinado a «hacer más claro lo que era oscuro y [...] facilitar lo que era difícil» con el objeto de resolver problemas concretos de cómputo de herencias, medida de tierra o comercio.  
En un primer tiempo, el autor expone el sistema de numeración decimal de números, y a continuación define los objetos del álgebra. Considera tres tipos de objetos: los números (escritos con palabras, designados con el nombre de la unidad monetaria dirham), las raíces (lo que se escribiría como x) y los cuadrados (lo que hoy se escribiría x2). 
Al-Juarismi clasifica las ecuaciones cuadráticas en seis tipos básicos y provee de métodos algebraicos y geométricos para resolver las más sencillas, sin utilizar notaciones abstractas: «el álgebra de Al-Juarismi es meramente retórica, sin ninguno de los recursos que se encuentran en la Arithmetica griega de Diofanto o en los trabajos de  Brahmagupta. ¡Incluso los números están escritos con palabras en lugar de símbolos!» Los seis tipos, en notación moderna, son:
1. cuadrados igual a raíces (ax2 = bx)
2. cuadrados igual a números (ax2 = c)
3. raíces igual a números (bx = c)
4. cuadrados y raíces igual a números (ax2 + bx = c)
5. cuadrados y números igual a raíces (ax2 + c = bx)
6. raíces y números igual a cuadrados (bx + c = ax2)

Los matemáticos del periodo islámico, a diferencia de los hindúes, no consideraban números negativos, de aquí que las ecuaciones del tipo  bx + c = 0 no aparezcan en la clasificación, pues no poseen soluciones positivas si todos los coeficientes son positivos. Análogamente, los tipos 4, 5 y 6, que parecen equivalentes desde la perspectiva moderna, eran distinguidos dado que los coeficientes debían ser todos positivos.
La operación  al-ğabr (en escritura árabe: 'الجبر'), que significa "compleción" o "restauración", consiste en pasar una cantidad deficitaria de un lado de la ecuación al otro. En uno de los ejemplos de Al-Juarismi (en notación moderna), "x2 = 40x − 4x2" es transformado por al-ğabr en "5x2 = 40x". La aplicación repetida de esta regla elimina las cantidades negativas de los cálculos.
Al-Muqabala (en escritura árabe: 'المقابله'), se entiende como "balanceo" o "comparación"; consiste en la sustracción de la misma cantidad positiva de ambos lados: "x2 + 5 = 40x + 4x2" se convierte en "5 = 40x + 3x2". Aplicaciones sucesivas de esta regla logra que las cantidades de cada tipo ("cuadrado"/"raíz"/"número") aparezcan en la ecuación a lo sumo una vez, lo que demuestra que, al restringirse a coeficientes y soluciones positivas, solo existen seis tipos distintos solubles del problema.
La última parte del libro discute ejemplos prácticos de aplicación de estas reglas, problemas aplicados a la medida de áreas y volúmenes y problemas que involucran cómputos de derecho musulmán de sucesión. Ninguno de estos capítulos requiere de conocimientos sobre resolución de ecuaciones cuadráticas.

## Traducción y legado
Los sucesores de Al-Juarismi perpetuaron y amplificaron el tratado en otras obras a veces con el mismo título. Gerardo de Cremona lo traduce en el siglo XII.
Solo se conserva una copia en árabe. Se encuentra en la Universidad de Oxford y está datada de 1361. En 1831, Frederic Rosen publica una traducción al inglés basado en este manuscrito. En el prefacio, advierte que la escritura es «simple y legible», pero que los signos diacríticos árabes han sido omitidos, por lo que la comprensión de ciertos pasajes resulta difícil.
La novedad de los conceptos estudiados puede medirse por la dificultad de la traducción del título. Algunas enciclopedias recogen al-jabr como sinónimo de reducción. Dahan-Dalmédico y Pfeiffer, por su parte, escriben «manual de cálculo de al-jabr y al-muqabala».
Notas de R. Rashed y Angela Armstrong:

«El texto de Al-Juarismi puede ser visto no solo como diferente de las tablillas babilónicas, sino también de la Arithmetica de Diofanto. Ya no concierne una serie de «problemas» por resolver, sino una «exposición» que comienza con términos primitivos en los cuales las combinaciones dan todos los posibles prototipos de ecuaciones, que en adelante constituyen explícitamente el verdadero objeto de estudio. Por otra parte, la idea de una ecuación en sí misma, aparece desde el principio y, podría decirse, de manera genérica, de modo tal que no emerge simplemente en el curso de la solución de un problema, sino que es solicitada explícitamente para definir una clase infinita de problemas.»

Notas de J. J. O'Connor y E. F. Robertson:

«Quizá uno de los avances más significativos logrados por las matemáticos árabes comenzó en este tiempo con el trabajo de Al-Juarismi, netamente los comienzos del álgebra. Es importante entender qué tan significativa fue esta idea. Fue una movida revolucionaria lejos del concepto griego de las matemáticas que era esencialmente geométrico. El álgebra fue una teoría unificadora que permitió que los números racionales, los números irracionales, las magnitudes geométricas, etc., fueran todas tratadas como "objetos algebraicos". Le dio a las matemáticas una vía de desarrollo completamente nueva, conceptualmente mucho más amplia que la que había existido hasta entonces, y proveyó de un vehículo para futuros desarrollos. Otro aspecto importante de la introducción de las ideas algebraicas es que permitió aplicar las matemáticas por sí mismas de un modo que no había sido posible anteriormente.»

## Lectura suplementaria
- Barnabas B. Hughes, ed., Robert of Chester's Latin Translation of Al-Khwarizmi's Al-Jabr: A New Critical Edition, (en latín), Wiesbaden: F. Steiner Verlag, 1989. ISBN 3-515-04589-9.
- Boyer, Carl B. (1991). «The Arabic Hegemony». A History of Mathematics (Second edición). John Wiley & Sons, Inc. ISBN 0471543977.
- R. Rashed, The development of Arabic mathematics: between arithmetic and algebra, London, 1994.